# 斯科特鎮區 (堪薩斯州林縣)
斯科特鎮區（英語：Scott Township）為美國堪薩斯州林縣轄下的鎮區。2010年美国人口普查中該鎮區人口有733人。

## 地理
斯科特鎮區涵蓋總面積為163.84平方（63.26平方英里），其中161.12平方（62.21平方英里）為陸地，2.71平方（1.05平方英里）或1.66%為水域。海拔高度279（915英尺）。

## 人口統計
根據2010年美國人口普查，斯科特鎮區人口有733人，住房542戶，人口密度為4.47人/每平方公里。此鎮區居民之種族中，白人有712人，非裔美國人有4人，美洲原住民有1人，亞裔美國人有1人，太平洋島裔美國人有0人，其他種族有1人，混血種族則有14人。此外此鎮區有13人為西班牙裔或拉丁裔美國人。

## 交通

### 主要公路
- 7號堪薩斯州州道
- 152號堪薩斯州州道